# Marcelo Déda
Marcelo Déda Chagas, né le 11 mars 1960 et mort le 2 décembre 2013, est un homme politique, et juriste brésilien.
Juriste pour Sergipe, il a été gouverneur, tous deux pendant deux mandats, ainsi que député fédéral et député d'État.